# Michella
Michella is een geslacht van hooiwagens uit de familie Cosmetidae.
De wetenschappelijke naam Michella is voor het eerst geldig gepubliceerd door C.J.Goodnight & M.L.Goodnight in 1942. 

## Soorten
Michella is monotypisch en omvat slechts de volgende soort:
- Michella hoogstraali